# Grand Prix automobile de Pau 1939
Le Grand Prix de Pau 1939 est un Grand Prix qui s'est tenu sur le circuit urbain de Pau le 2 avril 1939.

## Grille de départ
| Pos. | no | Pilote                  | Écurie        | Temps Q1    | Temps Q2   |
| ---- | -- | ----------------------- | ------------- | ----------- | ---------- |
| 1    | 10 | Manfred von Brauchitsch | Mercedes-Benz | 1 min 46 s  | 1 min 47 s |
| 2    | 18 | Hermann Lang            | Mercedes-Benz | 1 min 51 s  | 1 min 47 s |
| 3    | 2  | Rudolf Caracciola       | Mercedes-Benz | 1 min 48 s  | —          |
| 4    | 8  | Raymond Sommer          | Alfa Romeo    | 1 min 49 s  | 1 min 50 s |
| 5    | 4  | René Carrière           | Talbot        | —           | 1 min 50 s |
| 6    | 16 | Philippe Étancelin      | Talbot        | 1 min 51 s  | 1 min 51 s |
| 7    | 20 | Emmanuel de Graffenried | Maserati      | 1 min 56 s  | 1 min 57 s |
| 8    | 30 | Marcel Balsa            | Bugatti       | 2 min 1 s   | 1 min 58 s |
| 9    | 6  | Joseph Paul             | Delahaye      | 2 min 0 s   | 1 min 59 s |
| 10   | 22 | Eugène Chaboud          | Delahaye      | 1 min 58 s? | 1 min 59 s |
| 11   | 28 | Robert Mazaud           | Delahaye      | 2 min 2 s   | 2 min 3 s  |
| 12   | 26 | René Biolay             | Delahaye      | 2 min 3 s   | 2 min 3 s  |
| 13   | 14 | Marcel Contet           | Delahaye      | 2 min 4 s   | 2 min 4 s  |
| 14   | 24 | Jean Trémoulet          | SEFAC         | —           | 2 min 14 s |
| 15   | 12 | Maurice Trintignant     | Bugatti       | —           | —          |
| 16   | 3  | Richard Seaman          | Mercedes-Benz | 1 min 51 s  | 1 min 46 s |
| 17   |    | René Le Bègue           | Arrows-Hart   | —           | 1 min 53 s |

| 1re ligne | Pos. 3                              |                             | Pos. 2                             |                              | Pos. 1                                   |
|           | Caracciola Mercedes-Benz 1 min 48 s |                             | Lang Mercedes-Benz 1 min 47 s      |                              | Von Brauchitsch Mercedes-Benz 1 min 46 s |
| 2e ligne  |                                     | Pos. 5                      |                                    | Pos. 4                       |                                          |
|           |                                     | Carrière Talbot 1 min 51 s  |                                    | Sommer Alfa Romeo 1 min 49 s |                                          |
| 3e ligne  | Pos. 8                              |                             | Pos. 7                             |                              | Pos. 6                                   |
|           | Balsa Bugatti 1 min 58 s            |                             | De Graffenried Maserati 1 min 56 s |                              | Étancelin Talbot 1 min 51 s              |
| 4e ligne  |                                     | Pos. 10                     |                                    | Pos. 9                       |                                          |
|           |                                     | Chaboud Delahaye 1 min 59 s |                                    | Paul Delahaye 1 min 59 s     |                                          |
| 5e ligne  | Pos. 13                             |                             | Pos. 12                            |                              | Pos. 11                                  |
|           | Contet Delahaye 2 min 4 s           |                             | Biolay Delahaye 2 min 3 s          |                              | Mazaud Delahaye 2 min 2 s                |
| 6e ligne  | Pos. 15                             |                             |                                    |                              | Pos. 14                                  |
|           | Trintignant Bugatti —               |                             |                                    |                              | Trémoulet SEFAC 2 min 14 s               |

## Classement de la course
| Pos. | no | Pilote                  | Écurie                     | Châssis             | Tours | Temps/Abandon                | Grille |
| ---- | -- | ----------------------- | -------------------------- | ------------------- | ----- | ---------------------------- | ------ |
| 1    | 18 | Hermann Lang            | Daimler-Benz AG            | Mercedes-Benz W154  | 100   | 3 h 7 min 25 s 2 (88,7 km/h) | 2      |
| 2    | 10 | Manfred von Brauchitsch | Daimler-Benz AG            | Mercedes-Benz W154  | 100   | + 16 s 8                     | 1      |
| 3    | 16 | Philippe Étancelin      | Automobiles Talbot-Darracq | Talbot MD           | 98    | + 2 tours                    | 6      |
| 4    | 8  | Raymond Sommer          | Écurie de Graffenried      | Alfa Romeo Tipo 308 | 95    | + 5 tours                    | 4      |
| 5    | 6  | Joseph Paul             | Écurie Francia             | Delahaye Type 135   | 92    | + 8 tours                    | 9      |
| 6    | 28 | Robert Mazaud           | Privé                      | Delahaye Type 135   | 92    | + 8 tours                    | 11     |
| 7    | 26 | René Biolay             | Privé                      | Delahaye Type 135   | 88    | + 12 tours                   | 12     |
| 8    | 14 | Marcel Contet           | Privé                      | Delahaye Type 135   | 88    | + 14 tours                   | 13     |
| Abd. | 24 | Jean Trémoulet          | SEFAC                      | SEFAC               | 35    | Abandon                      | 14     |
| Abd. | 4  | René Carrière           | Automobiles Talbot-Darracq | Talbot MD 90        | 31    | Accident/fuite d'huile       | 5      |
| Abd. | 2  | Rudolf Caracciola       | Daimler-Benz AG            | Mercedes-Benz W154  | 31    | Fuite d'huile                | 3      |
| Abd. | 30 | Marcel Balsa            | Privé                      | Bugatti Type 35B    | 22    | Mécanique                    | 8      |
| Abd. | 22 | Eugène Chaboud          | Ecurie Francia             | Delahaye Type 135   | 10    | Abandon                      | 10     |
| Abd. | 12 | Maurice Trintignant     | Privé                      | Bugatti Type 51     | 5     | Surchauffe moteur            | 15     |
| Abd. | 20 | Emmanuel de Graffenried | Ecurie de Graffenried      | Maserati 6C-34      | 3     | Boîte de vitesses            | 7      |
| Np.  | 3  | Richard Seaman          | Daimler-Benz AG            | Mercedes-Benz W154  |       | Non partant                  |        |
| Np.  |    | René Dreyfus            | Ecurie Schell              | Delahaye Type 145   |       | Retrait                      |        |
| Np.  |    | « Raph »                | Ecurie Schell              | Delahaye Type 145   |       | Retrait                      |        |
| Np   |    | René Le Bègue           | Automobiles Talbot-Darracq | Talbot MD 90        |       | Pilote de réserve            |        |
| Np.  |    | Jean Trévoux            | Ecurie Francia             | Delahaye Type 135   |       | Pilote de réserve            |        |
| Np.  |    | Charles de Cortanze     | Ecurie Francia             | Delahaye Type 135   |       | Pilote de réserve            |        |

- Légende: Abd.=Abandon - Np.=Non partant.

## Pole position et record du tour
- Pole position :  Manfred von Brauchitsch (Mercedes-Benz) en 1 min 46 s (94,1 km/h).
- Meilleur tour en course :  Manfred von Brauchitsch (Mercedes-Benz) en 1 min 46 s 8 (93,4 km/h).